# Nilsen (Musiker)

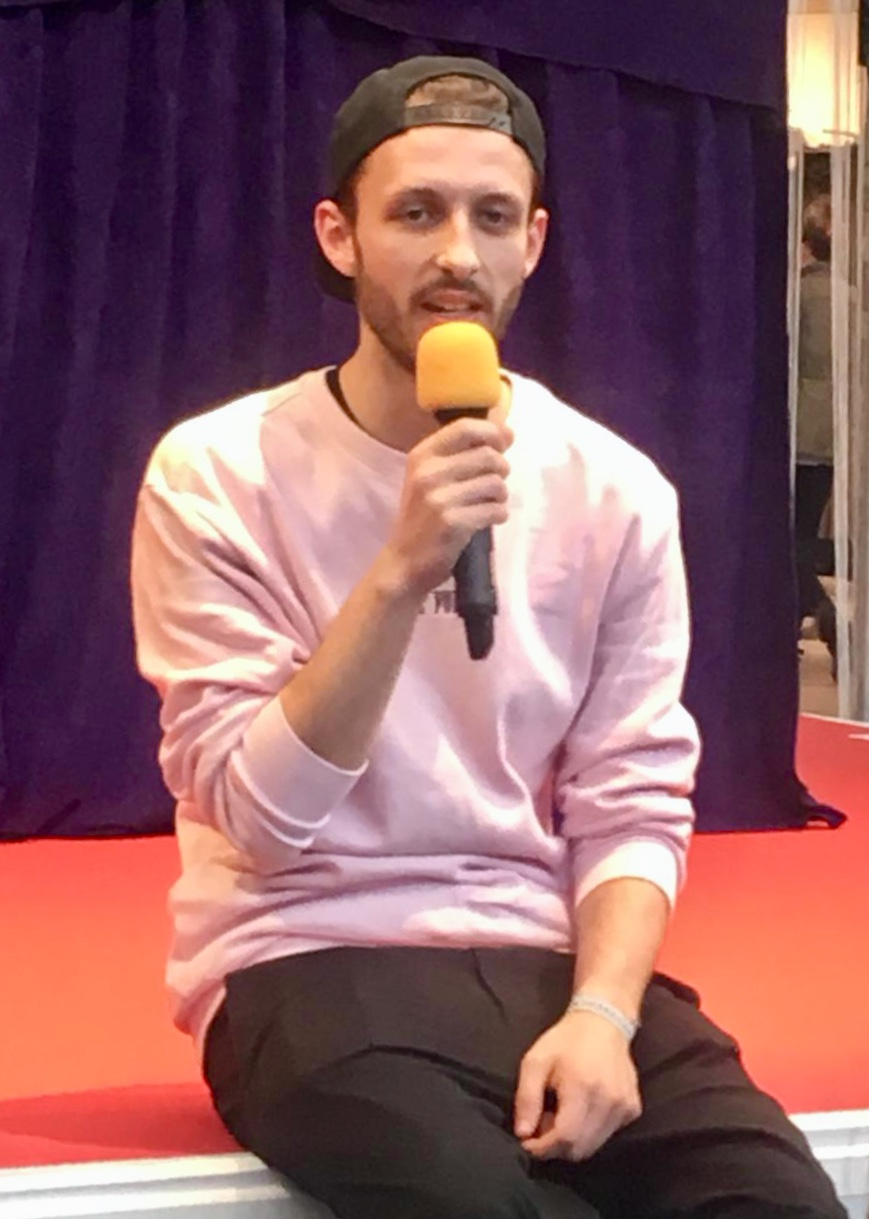
Nilsen

Nilsen (* 1995 in Rhade, Dorsten als Nils Mechlinski) ist ein deutscher DJ, Sänger und Songwriter, der elektronische Popmusik für Kinder ab 4 Jahre macht. Seit 2018 in diesem Genre erfolgreich konnte Mechlinski zuvor bereits erste Charterfolge unter dem Künstlernamen Lockvogel verbuchen.

## Werdegang

### Biografie
Nils Mechlinski stammt aus dem Dorstener Stadtteil Rhade. Er nahm als Jugendbegleiter an kirchlichen Freizeiten teil, unter anderem in der Communauté de Taizé, und absolvierte 2012/13 ein Freiwilliges Soziales Jahr im Jugendkloster Kirchhellen in Bottrop. Nach einer längeren Phase[3]in Hamburg inzwischen zurück in seiner Heimatstadt, widmet er sich neben der Karriere als Musiker auch der Jugendarbeit. Außerdem ist Nilsen Schalke-Fan.

### Anfänge/Lockvogel
Bereits als 14-Jähriger Teil eines Duo-Projekts, nahm Mechlinski 2014 an der achten Staffel der Castingshow Das Supertalent auf RTL teil, verfehlte jedoch den Einzug in die Finalshow. Gemeinsam mit dem DJ Jan Leyk veröffentlichte er 2015 als Duo Leyk + Lockvogel die Singles Ne Sekunde Sommer und Wir waren da, die sich in den deutschen Charts platzieren konnten. Nach Angaben der Plattenfirma Universal hatten sich beide Musiker im September 2014 zufällig auf dem Flur eines Berliner Tonstudios kennengelernt.
2016 veröffentlichte er gemeinsam mit der Sängerin Meltem Acikgöz, die 2014 den zweiten Platz der 11. Staffel von Deutschland sucht den Superstar belegt hatte, das Lied Geile Zeit, eine Elektro-Coverversion des gleichnamigen Juli-Titels aus dem Jahr 2004. Außerdem war er als Feature-Artist im Jahr 2017 mit dem Song Muss ich haben auf dem Soundtrack von Bibi & Tina: Tohwabohu Total vertreten.

### Nilsen
Seit 2018 veröffentlicht Mechlinski unter dem Pseudonym Nilsen elektronische Musik mit deutschen Texten für Kinder und die ganze Familie. In seinem Instagram-Profil verwendet er dafür den Begriff „Familienpop – zum Tanzen, Feiern und gute Laune haben“.

## Stil
Nilsen kombiniert tanzbare Pop- und Electro-Sounds mit altersgerechten Texten für Kinder – „Elektro-Pop für Kinder“. Inhaltlich widmet er sich einerseits Themen, die viele Kinder lieben (etwa Haustiere, Hitzefrei, Dinosaurier, Sommerferien), spricht aber auch Probleme an (Mobbing, Klimakrise).

## Veröffentlichungen
Auf die im Sommer 2018 veröffentlichte Debüt-EP Sommerferien ließ er 2019 sein Debüt Das blaue Album folgen, auf dem er unter anderem auch Themen wie Umweltschutz adressierte (Weg mit Plastik).
Die Texte des im Februar 2021 veröffentlichten Nachfolgers Das gelbe Album seien vor allem für Kinder ab sechs geeignet, heißt es im Lexikon seiner Heimatstadt. Neben beliebten Kinderthemen (Piraten, Astronauten etc.) widmet er sich darauf erneut auch heikleren Themen wie etwa Mobbing (Anti-Mobbing-Song). Mit Stücken wie Peter Pan zeigt der Sänger auch, wie wichtig es ihm ist, innerlich ein Kind zu bleiben.
Seit April 2023 bei Sony Music Germany / Europa unter Vertrag, wird sein dritter Longplayer – Das grüne Album – am 1. Dezember 2023 erscheinen. Zuletzt veröffentlichte Nilsen die EP Cowboy (09/2023) inklusive der Single Sommerzeit.
In den Jahren 2021/2022 spielte Nilsen mehr als 120 Konzerte in Deutschland. Dazu ist er Stammgast bei der Super RTL Toggo Tour, bei KIKA Tanzalarm und dem ZDF Singalarm.

## Diskografie (als Lockvogel)
Singles

| Jahr | Titel             | Höchstplatzierung, Gesamtwochen, AuszeichnungChartplatzierungen (Jahr, Titel, , Platzierungen, Wochen, Auszeichnungen, Anmerkungen) | Höchstplatzierung, Gesamtwochen, AuszeichnungChartplatzierungen (Jahr, Titel, , Platzierungen, Wochen, Auszeichnungen, Anmerkungen) | Höchstplatzierung, Gesamtwochen, AuszeichnungChartplatzierungen (Jahr, Titel, , Platzierungen, Wochen, Auszeichnungen, Anmerkungen) | Anmerkungen                                               |
| Jahr | Titel             | DE | AT | CH | Anmerkungen                                               |
| ---- | ----------------- | --- | --- | --- | --------------------------------------------------------- |
| 2015 | Ne Sekunde Sommer | DE40 (8 Wo.)DE | AT44 (3 Wo.)AT | — | Erstveröffentlichung: 5. Juni 2015 Leyk + Lockvogel       |
| 2015 | Wir waren da      | DE60 (1 Wo.)DE | — | — | Erstveröffentlichung: 18. September 2015 Leyk + Lockvogel |

Weitere Singles
- 2016: Geile Zeit (Erstveröffentlichung: 8. Juli 2016; Lockvogel feat. Meltem)
- 2017: Schmeiß ne Runde (Erstveröffentlichung: 23. Juni 2017)

## Diskografie (als Nilsen)

### Alben
- Das blaue Album (2019)
- Das gelbe Album (2021)
- Das grüne Album (2023)

### Singles
- Sommerferien (2018)
- Weg mit Plastik (2019)
- Krise mit der Frise (2021)
- Piraten (2021)

## Auszeichnungen
Nilsen wurde zusammen mit dem KIKA Tanzalarm für den Goldenen Spatz nominiert.
Sein Mitmachsong lag auf Platz 1 in den Kinder-Tanzschul-Charts.